# فریدبرت توگلاس
فریدبرت توگلاس (استونیایی: Friedebert Tuglas; ۲ مارس ۱۸۸۶ – ۱۵ آوریل ۱۹۷۱) نویسنده و منتقد ادبی بود که امپرسیونیسم و نمادگرایی را به ادبیات استونی معرفی کرده‌است.